# Type binomial
En mathématiques, une suite de polynômes indexés par des entiers positifs {\textstyle \left\{0,1,2,3,\ldots \right\}} dans laquelle l'indice de chaque polynôme est égal à son degré, est dit de type binomial s'il satisfait la suite d'identités
{\displaystyle p_{n}(x+y)=\sum _{k=0}^{n}{n \choose k}\,p_{k}(x)\,p_{n-k}(y).}
De nombreuses suites de ce type existent. L'ensemble de toutes ces suites forme un groupe de Lie sous l'opération de composition ombrale. Chaque suite de type binomial peut être exprimée en termes de polynômes de Bell. Chaque suite de type binomial est une suite de Sheffer (mais la réciproque est généralement fausse : la plupart des suites de Sheffer ne sont pas de type binomial). Les suites polynomiales établissent une base solide au XIXe siècle pour les notions du calcul ombral.

## Exemples
- En conséquence de cette définition, la formule du binôme de Newton peut être énoncée en disant que la suite des monômes (xn : n = 0, 1, 2,…) est de type binomial.
- La suite des factorielles décroissantes, définies par

{\displaystyle x^{\underline {n}}=x(x-1)(x-2)\cdots (x-n+1),}
est de type binomial, de même que la suite des factorielles croissantes
{\displaystyle x^{\overline {n}}=x(x+1)(x+2)\cdots (x+n-1).}
- Les polynômes d'Abel{\displaystyle p_{n}(x)=x(x-an)^{n-1}.}
- Les polynômes de Touchard{\displaystyle p_{n}(x)=\sum _{k=0}^{n}{\begin{Bmatrix}n\\k\end{Bmatrix}}x^{k}.}

## Caractérisation par les opérateurs delta
On peut montrer qu'une suite de polynomes (pn(x) : n = 0, 1, 2,…) est de type binomial si et seulement si les trois conditions suivantes sont remplies :
- l'application linéaire Q définie sur l'espace des polynômes en x par{\displaystyle p_{n}(x)\mapsto np_{n-1}(x)}
est invariante par décalage, c'est-à-dire que {\displaystyle Q{\bigl (}p_{n}(x+a){\bigr )}=Q(p_{n})(x+a)} pour tout a ;
- p0(x) = 1 pour tout x, et
- pn(0) = 0 pour n > 0.

(la propriété d'équivariance par décalage de cet opérateur revient à dire que la suite polynomiale est une suite de Sheffer ; l'ensemble des suites de type binomial est strictement inclus dans l'ensemble des suites de Sheffer).

### Opérateurs delta
Cette transformation linéaire est clairement un opérateur delta, c'est-à-dire une transformation linéaire équivariante de décalage sur l'espace des polynômes en x qui réduit les degrés des polynômes de 1. Les exemples les plus évidents d'opérateurs delta sont les opérateurs de différence et la différenciation. On peut montrer que chaque opérateur delta peut être écrit comme une série de puissance de la forme
{\displaystyle Q=\sum _{n=1}^{\infty }c_{n}D^{n}}
où D est la différenciation (on note que la borne inférieure de la sommation est 1). Chaque opérateur delta Q a une suite unique de « polynômes de base », c'est-à-dire une suite de polynômes satisfaisant à
1. {\displaystyle p_{0}(x)=1} ;
2. {\displaystyle p_{n}(0)=0} pour {\displaystyle n\geq 1} ;
3. {\displaystyle Qp_{n}(x)=np_{n-1}(x)}.

Il a été montré en 1973 par Rota, Kahaner et Odlyzko qu'une suite de polynômes est de type binomial si et seulement si c'est la suite de polynômes de base d'un opérateur delta. Ce paragraphe revient donc à une méthode pour produire autant de suites de polynômes de type binomial que l'on souhaite.

## Caractérisation par polynômes de Bell
Pour toute suite a1, a2, a3, … de scalaires, soit
{\displaystyle p_{n}(x)=\sum _{k=1}^{n}B_{n,k}(a_{1},\dots ,a_{n-k+1})x^{k}}
où Bn, k (a1, …, an − k +1) est le polynôme de Bell. Alors cette suite polynomiale est de type binomial. On remarque que pour chaque n ≥ 1,
{\displaystyle p_{n}'(0)=a_{n}.}
Voici le résultat principal de cette section :
Théorème — Toutes les suites polynomiales de type binomial sont de cette forme.
Un résultat dans Mullin et Rota, répété dans Rota, Kahaner et Odlyzko indique que chaque suite polynomiale {pn(X)}n de type binomial est déterminé par la suite {pn′(0)}n, mais ces sources ne mentionnent pas les polynômes de Bell.
Cette suite de scalaires est également liée à l'opérateur delta. Soit
{\displaystyle P(t)=\sum _{n=1}^{\infty }{a_{n} \over n!}t^{n}.}
Alors
{\displaystyle P^{-1}\left({\mathrm {d}  \over \mathrm {d} x}\right)}
est l'opérateur delta de cette suite.

## Caractérisation par une identité de convolution
Pour les suites an, bn, n = 0, 1, 2, …, on définit une méthode de convolution par
{\displaystyle (a{\mathbin {\diamondsuit }}b)_{n}=\sum _{j=0}^{n}{n \choose j}a_{j}b_{n-j}.}
Soit {\displaystyle a_{n}^{k\diamondsuit }} le ne terme de la suite
{\displaystyle \underbrace {a\mathbin {\diamondsuit } \cdots \mathbin {\diamondsuit } a} _{k{\text{ facteurs}}}.}
Alors pour toute suite ai, i = 0, 1, 2, ..., avec a0 = 0, la suite définie par p0(x) = 1 et
{\displaystyle p_{n}(x)=\sum _{k=1}^{n}{a_{n}^{k\diamondsuit }x^{k} \over k!}\,}
pour n ≥ 1, est de type binomial, et toute suite de type binomial est de cette forme.

## Caractérisation par fonctions génératrices
Les suites polynomiales de type binomial sont précisément celles dont les fonctions génératrices sont des séries de puissances formelles (pas nécessairement convergentes) de la forme
{\displaystyle \sum _{n=0}^{\infty }{p_{n}(x) \over n!}t^{n}=\mathrm {e} ^{xf(t)}}
où f(t) est une série formelle de puissances dont le terme constant est nul et dont le terme du premier degré n'est pas nul. Cela peut être démontré par l'utilisation de la version en série de puissance de la formule de Faà di Bruno qui
{\displaystyle f(t)=\sum _{n=1}^{\infty }{p_{n}'(0) \over n!}t^{n}.}
L'opérateur delta de la suite est f − 1(D), de sorte que
{\displaystyle f^{-1}(D)p_{n}(x)=np_{n-1}(x).}

### Une manière de penser ces fonctions génératrices
Les coefficients du produit de deux séries formelles de puissance
{\displaystyle \sum _{n=0}^{\infty }{a_{n} \over n!}t^{n}}
et
{\displaystyle \sum _{n=0}^{\infty }{b_{n} \over n!}t^{n}}
sont
{\displaystyle c_{n}=\sum _{k=0}^{n}{n \choose k}a_{k}b_{n-k}}
(voir aussi produit de Cauchy). Si on considère x comme un paramètre indiçant une famille de telles séries de puissance, alors l'identité binomiale dit en effet que la série de puissance indicée par x + y est le produit de celles indicées par x et par y. Ainsi, le x est l'argument d'une fonction qui projette des sommes sur des produits : une fonction exponentielle
{\displaystyle g(t)^{x}=\mathrm {e} ^{xf(t)}}
où f (t) a la forme donnée ci-dessus.

## Composition ombrale de suites polynomiales
L'ensemble de toutes les suites polynomiales de type binomial est un groupe dans lequel l'opération de groupe est la "composition ombrale" de suites polynomiales. Cette opération est définie comme suit. Supposons que {pn(X) : n = 0, 1, 2, 3, ... } et {qn(X) : n = 0, 1, 2, 3, ... } sont des suites de polynômes, et
{\displaystyle p_{n}(x)=\sum _{k=0}^{n}a_{n,k}\,x^{k}.}
Alors la composition ombrale p o q est la suite polynomiale dont le n ième terme est
{\displaystyle (p_{n}\circ q)(x)=\sum _{k=0}^{n}a_{n,k}\,q_{k}(x)}
(l'indice n apparaît dans pn, puisqu'il s'agit du terme n de cette suite, mais pas dans q, puisque cela fait référence à la suite dans son ensemble plutôt qu'à l'un de ses termes).
Avec l'opérateur delta défini par une série de puissance dans D comme ci-dessus, la bijection naturelle entre les opérateurs delta et les suites polynomiales de type binomial, également définies ci-dessus, est un isomorphisme de groupe, dans lequel l'opération de groupe sur la série de puissance est la composition formelle de la puissance formelle série.

## Cumulants et moments
La suite κn de coefficients des termes du premier degré dans une suite polynomiale de type binomial peut être appelée les cumulants de la suite polynomiale. On peut montrer que toute la suite polynomiale de type binomial est déterminée par ses cumulants. Ainsi
{\displaystyle p_{n}'(0)=\kappa _{n}=} le ne cumulant
et
{\displaystyle p_{n}(1)=\mu _{n}'=} le ne instant.
Ce sont des cumulants « formels » et des moments « formels », par opposition aux cumulants d'une distribution de probabilité et aux moments d'une distribution de probabilité.
Soit
{\displaystyle f(t)=\sum _{n=1}^{\infty }{\frac {\kappa _{n}}{n!}}t^{n}}
être la fonction (formelle) génératrice des cumulants. Alors
{\displaystyle f^{-1}(D)}
est l'opérateur delta associé à la suite polynomiale, c'est-à-dire qu'on a
{\displaystyle f^{-1}(D)p_{n}(x)=np_{n-1}(x).}

## Applications
Le concept de type binomial a des applications en combinatoire, en probabilité, en statistique et dans une variété d'autres domaines.